# Кошице-Околье
Кошице-Околье (словац. Okres Košice-okolie) — район Словакии. Находится в Кошицком крае. Граничит с Венгрией.

## Население
| Год:        | 1994    | 2004    | 2014     | 2024    |
| ----------- | ------- | ------- | -------- | ------- |
| Broj ljudi: | 101 315 | 110 221 | 123 377  | 133 321 |
| Разница:    |         | +8,79 % | +11,93 % | +8,05 % |

### Статистические данные (2001)
Национальный состав:
- Словаки — 79,3 %
- Венгры — 13,2 %
- Цыгане — 5,0 %

Конфессиональный состав:
- Католики — 76,6 %
- Реформаты — 7,5 %
- Греко-католики — 4,4 %
- Лютеране — 3,7 %